# دايفيد بيشوب
دايفيد بيشوب (بالإنجليزية: David Bishop)‏ هو لاعب اتحاد الرغبي بريطاني، ولد في 31 أكتوبر 1960.